# Fausto Ricci (cantante)
Fausto Ricci (Viterbo, 15 febbraio 1892 – Viterbo, 4 novembre 1964) è stato un baritono italiano.

## Biografia
Fu scoperto dal tenore Francesco Marconi quando lavorava come operaio edile nella ditta del padre Agostino. Nel 1916 debuttò nell'Ernani di Verdi al Teatro Nazionale di Roma e nello stesso anno raggiunse il successo interpretando Amonasro nell'Aida al Teatro Costanzi. Dopo la fine della prima guerra mondiale fu alla Scala di Milano dapprima per il Mosè in Egitto di Rossini e poi per l'Aida e l'Andrea Chenier. Lavorò quindi in tutti i principali teatri italiani ed europei. Dal 1924 al 1927 cantò anche in America Latina (fu tra l'altro Marcello nella Bohème al Teatro Colón di Buenos Aires).
Nel secondo dopoguerra diresse una scuola di canto a Viterbo, dove morì nel 1964. A Fausto Ricci è intitolato l'omonimo premio internazionale per cantanti lirici.